# 유성초등학교
유성초등학교는 대한민국 대전광역시 유성구 장대동에 있는 공립 초등학교이다.

## 학교 연혁
- 1927년 6월 7일 유성공립보통학교 개교
- 1938년 4월 1일 유성동덕공립심상소학교로 개칭[1]
- 1941년 4월 1일 유성동덕공립국민학교로 개칭[2]
- 1950년 4월 1일 유성국민학교로 변경
- 1965년 9월 1일 흥도국민학교 분리 승격
- 1969년 3월 3일 덕송국민학교, 봉암국민학교 분리 승격
- 1983년 2월 15일 대전시 편입[3]
- 1996년 3월 1일 유성초등학교로 개칭[4]
- 2022년 2월 15일 제91회 졸업(누계 22,856명 졸업)
- 2022년 3월 1일 13(1)학급 편제

## 참고 자료
- 유성초등학교 - 한국교육학술정보원 학교알리미